# الیانورا کنوف
الیانورا فرانسیس کنوف (زادنام: بلیس؛ ۱۵ ژوئیه ۱۸۸۳ – ۲۱ ژانویه ۱۹۷۴) یک زمین‌شناس آمریکایی بود که برای سازمان زمین‌شناسی ایالات متحده (USGS) کار می‌کرد و در دو دهه اول قرن بیستم در آپالاش‌ها تحقیقاتی انجام داد.
او در کالج برین ماور تحصیل کرد و مدرک کارشناسی شیمی، کارشناسی ارشد زمین‌شناسی، و دکترای زمین‌شناسی خود را در سال ۱۹۱۲ دریافت کرد.
کنوف اولین زمین‌شناس آمریکایی بود که از تکنیک جدید پتروگرافی استفاده کرد که این تکنیک را در مطالعات زندگی خود، به‌ویژه مطالعه کوه استیسینگ، به‌طور پیشگامانه‌ای به کار برد.

## اوایل زندگی
الیانورا فرانسیس بلیس در ۱۵ ژوئیه ۱۸۸۳ در رزمونت، پنسیلوانیا متولد شد. پدر او ژنرال تسکر هاوارد بلیس بود – یک نظامی حرفه‌ای که در طول جنگ جهانی اول به عنوان رئیس ستاد ارتش ایالات متحده آمریکا فعالیت داشت و همچنین یکی از نمایندگان اصلی ایالات متحده در شوراهای متفقین بود. مادر او الیانورا اما (اندروسن) بلیس بود. هر دو طرف خانواده او نسب خود را به مهاجران انگلیسی بازمی‌گرداندند.
خانه خانواده بلیس نزدیک به سنگ‌های بلورین قرار داشت که او بعدها آن‌ها را مطالعه کرد.
او در سال ۱۹۲۰ با زمین‌شناس آدولف کنوف ازدواج کرد. آن‌ها فرزندی نداشتند، اما او به عنوان نامادری سه فرزند شوهرش که در آن زمان در سن تحصیل بودند، ایفای نقش کرد.

## تحصیلات
الیانورا فرانسیس بلیس تحصیلات اولیه خود را در مدرسه فلورانس بالدوین دریافت کرد. او در کالج برین ماور تحصیل کرد و در سال ۱۹۰۴ مدرک کارشناسی خود را دریافت کرد.
او از شاگردان یک زمین‌شناس برجسته به نام فلورانس باسکام بود، که به خاطر کشفیات پیشگامانه‌اش در زمین‌شناسی ستایش می‌شد و تأثیر زیادی بر نسل بعدی زمین‌شناسان زن، از جمله الیانورا کنوف، داشت که به مطالعه این حوزه پرداخت.
اگرچه کنوف توسط دانشگاه ییل برای دستاوردهایش به رسمیت شناخته نشد، اما همچنان دانش خود را به دیگر متخصصان زمین‌شناسی، به‌ویژه در زمینه مطالعه سنگ‌های دگرگونی منتقل کرد و بخش زمین‌شناسی مدرسه فلورانس بالدوین را بنیان گذاشت.
کنوف هم تحصیلات کارشناسی و هم تحصیلات تکمیلی خود را زیر نظر باسکام به پایان رساند. الیانورا به عنوان نمایش‌دهنده در آزمایشگاه زمین‌شناسی کالج برین ماور و همچنین به‌عنوان دستیار سرپرست در موزه زمین‌شناسی این کالج (۱۹۰۴–۱۹۰۹) کار می‌کرد.
پس از دو سال در دانشگاه کالیفرنیا، برکلی (۱۹۱۰–۱۹۱۱)، او به برین ماور بازگشت تا با آنا جوناس استوز (یکی دیگر از شاگردان باسکام) روی مطالعه سنگ‌های دگرگونی نزدیک این کالج کار کند. استوز و بلیس راه باسکام را در مطالعه سنگ‌شناسی دنبال کردند.
آن‌ها پایان‌نامه خود را با یکدیگر ارائه دادند و در سال ۱۹۱۲ مدرک دکترای خود را دریافت کردند. این دو نفر در چندین مقاله همکاری کردند و مهم‌ترین آن‌ها را منتشر کردند، از جمله مقالاتی دربارهٔ ساختار سنگ‌های دگرگونی موسوم به شیست‌ها و دیگری دربارهٔ زمین‌شناسی مک‌کالز فری.
او بعداً به یک فلوشیپ فوق دکتری در زمین‌شناسی در دانشگاه جانز هاپکینز (۱۹۱۷–۱۹۱۸) پرداخت.
الیانورا یکی از ۲۸ زنی بود که برای یک فلوشیپ انتخاب شدند؛ او در سال ۱۹۱۹ انتخاب شد.

## حرفه

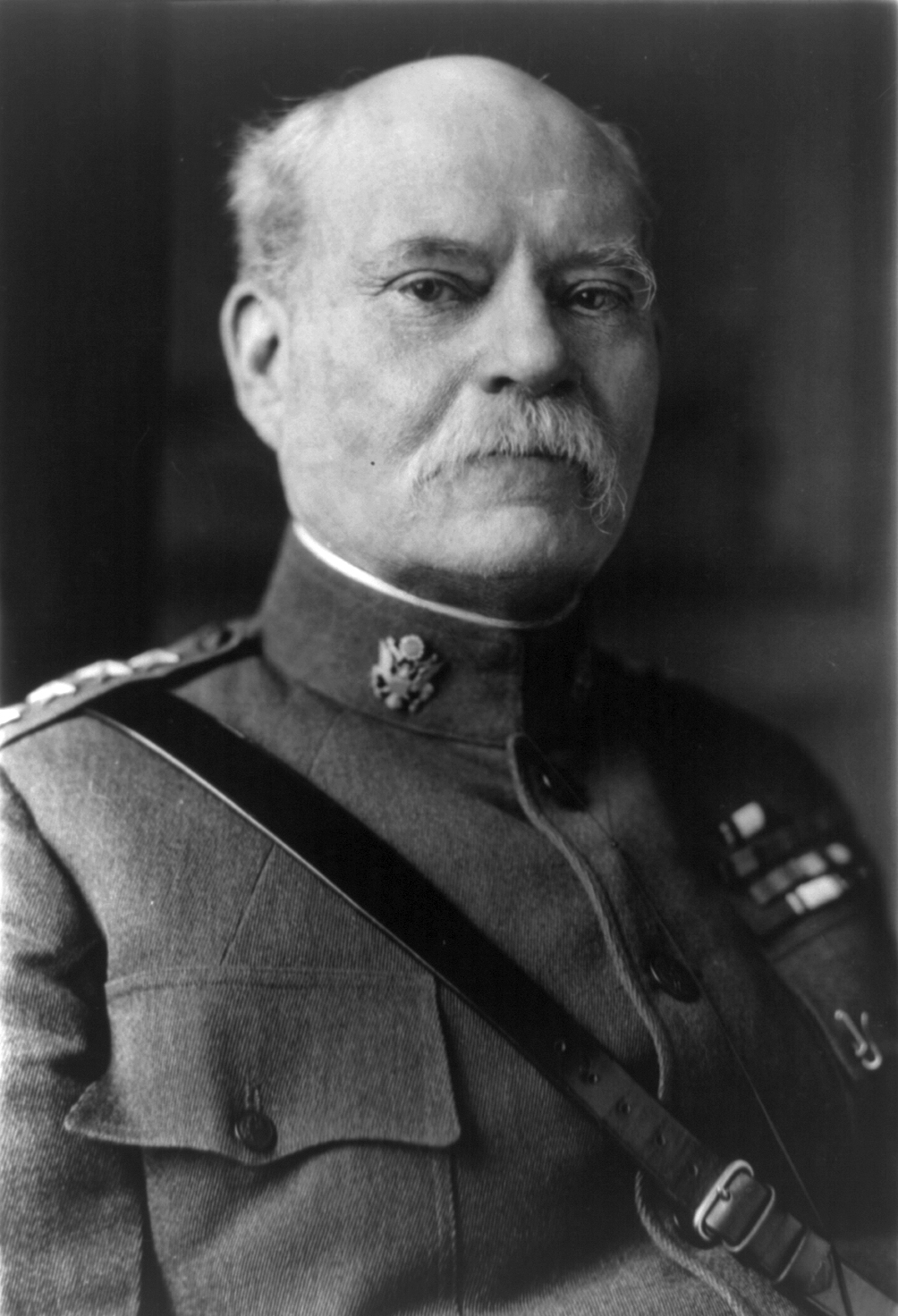
پدرش، ژنرال تسکر بلیس، حدود سال ۱۹۱۸.

اندکی پس از دریافت دکترای زمین‌شناسی از کالج برین ماور و قبولی در آزمون ورودی خدمات دولتی، در سال ۱۹۱۲ به واشینگتن دی.سی. رفت تا به عنوان دستیار زمین‌شناسی در سازمان زمین‌شناسی ایالات متحده (USGS) مشغول به کار شود و مطالعات خود بر روی سنگ‌های دگرگونی در مکان‌های اطراف برین ماور، پنسیلوانیا را ادامه داد.
در سال ۱۹۱۳، او یافته‌های خود را در موزه تاریخ طبیعی آمریکا منتشر کرد که شامل اولین شناسایی معدنی به نام گلوکوفان در آمریکا بود. این ماده معدنی که در پنسیلوانیا کشف شد، قبلاً هرگز در بخش شرقی سواحل اقیانوس آرام در ایالات متحده یافت نشده بود.
در سال ۱۹۱۷، او به مقام دستیار زمین‌شناس ارتقا یافت و با سازمان زمین‌شناسی مریلند و همچنین بررسی‌های فدرال همکاری کرد. سپس در سال ۱۹۲۰ به‌طور رسمی به عنوان زمین‌شناس منصوب شد.
در این دوره، او هرگز فرصت تدریس در محیط‌های دانشگاهی سطح بالا را پیدا نکرد. با این حال، به دانشجویانی که مستقیماً با او تماس می‌گرفتند، از طریق جلسات غیررسمی مفاهیم زمین‌شناسی پایه و روش‌های کار میدانی را آموزش می‌داد.
در دهه ۱۹۳۰، به عنوان استاد مدعو در دانشگاه ییل و هاروارد فعالیت کرد.
او تا سال ۱۹۵۵ به‌صورت قراردادی (هنگام نیاز به کار) برای USGS کار کرد. در سال ۱۹۲۵، او مطالعه‌ای را بر روی سنگ‌های منطقه کوه استیسینگ آغاز کرد. این مطالعه نیازمند توجه فراوان در باقی‌مانده دوران حرفه‌ای او بود.
این سنگ‌ها به دلیل گسل رانده بررسی آن‌ها دشواری‌های غیرمعمولی داشتند. پس از جستجو در خارج از کشور برای روش‌های جدید بررسی دقیق‌تر، او از روش‌های برونو ساندر (از دانشگاه اینسبروک) استفاده کرد که در آن ساختار ریز سنگ، دانه‌ها و ویژگی‌های نوری مورد مطالعه قرار می‌گرفت.
او کارهای ساندر را ترجمه کرد و به مدت ۴۰ سال در ایالات متحده برای مطالعات خود از این روش استفاده کرد و در این تکنیک جدید که پتروگرافی نام داشت، مهارت کامل یافت. این روش در زمین‌شناسی ایالات متحده تازه‌وارد بود.
کتاب او با عنوان پتروگرافی ساختاری که در سال ۱۹۳۸ منتشر شد، برای او افتخارات زیادی به همراه داشت.
الیانورا کنوف یکی از چندین زن زمین‌شناس آمریکایی بود که در طول قرن بیستم در آپالاش‌ها فعالیت داشت. اگرچه عمدتاً یک سنگ‌شناس بود، اما مشاهدات دقیق او در مورد نابرابری‌های فرسایش در حوضه‌ها و بقای اشکال باستانی در مناظر مورد توجه قرار گرفت.
اگرچه این مشاهدات با یکی از اصول اصلی ژئومورفولوژی در آن زمان مخالف بود، کنوف نشان داد که اشکال زمینی باقی‌مانده باید به دلیل فرسایش نابرابر برای مدت طولانی‌تری باقی بمانند.
به‌عنوان نتیجه تحقیقاتش، یافته‌های او در مورد تغییر شکل و تأثیرات بصری تشکیل سنگ‌ها منجر به ایجاد یک شاخه جدید در مطالعه زمین‌شناسی شد.
در سال ۱۹۵۱، به عنوان پژوهشگر وابسته به دانشگاه استنفورد در بخش زمین‌شناسی پیوست.